# Anders Iacobæus
Anders Gustaf Iacobaeus, född den 4 mars 1946 i Lund, är en svensk jurist och ämbetsman.  Han var son till Lennart Iacobæus.
Iacobæus avlade juris kandidatexamen vid Lunds universitet 1969 och genomförde tingstjänstgöring 1969–1972. Han blev fiskal i Hovrätten för Västra Sverige 1972 och assessor där 1978. Iacobæus var tingsfiskal 1973–1974, sakkunnig i Justitiedepartementet 1974–1976 och 1978–1983, rådman i Varbergs tingsrätt 1983–1985, chefsjurist vid Statens Järnvägar 1986–1992, rättschef i Kommunikationsdepartementet 1992–1997, lagman i Linköpings tingsrätt 1997–2002 och president i Hovrätten för Övre Norrland 2002–2012.